# Prix Beccaria
Pour les articles homonymes, voir Beccaria.
Le prix Beccaria est un prix biennal décerné par la Société de criminologie du Québec.
Le prix veut rappeler Cesare Beccaria, « illustre marquis italien du Siècle des Lumières, dont les idées ont renouvelé la pensée criminologique contemporaine.  Ce prix a été établi pour distinguer un chercheur ou une équipe de recherche dont l’apport à la criminologie et ses alternatives a été remarqué aussi bien dans le domaine de la recherche fondamentale ou théorique, que dans celui de la recherche appliquée, opérationnelle ou évaluative. »

## Lauréats
- 2017 : Isabelle Ouellet-Martin, professeure, École de criminologie, Université de Montréal
- 2015 : Stéphane Leman-Langlois, professeur, École de service social, Université Laval
- 2013 : Sylvie Frigon, professeure, Département de criminologie, Université d'Ottawa
- 2011 : Benoît Dupont, directeur, Centre international de criminologie comparée, Université de Montréal
- 2009 : Natacha Brunelle, professeure, Département de psychoéducation, Université du Québec à Trois-Rivières
- 2007 : Gilles Côté, directeur, Centre de recherche de l'Institut Louis-Philippe Pinel de Montréal
- 2005 : Gilles Rondeau, professeur, École de service social, Université de Montréal
- 1999 : Jean Proulx, professeur, École de criminologie, Université de Montréal
- 1997 : Serge Brochu, professeur, École de criminologie, Université de Montréal
- 1992 : Danielle Laberge, département de sociologie, Université du Québec à Montréal
- 1990 : Pierre Landreville, professeur, École de criminologie, Université de Montréal
- 1988 : Richard E. Tremblay, professeur, Université de Montréal
- 1986 : Pierre Tremblay, chercheur, Centre international de criminologie comparée, Université de Montréal
- 1984 : Micheline Baril, professeure, École de criminologie, Université de Montréal
- 1982 : Marcel Fréchette, professeur, École de criminologie, Université de Montréal
- 1980 : Yves Brillon, chercheur, Centre international de criminologie comparée, Université de Montréal
- 1978 : Maurice Cusson, professeur, École de criminologie, Université de Montréal
- 1976 : Raymond Boyer, professeur, université McGill
- 1974 : Marc Le Blanc, professeur, École de criminologie, Université de Montréal, directeur du G.R.I.J.
- 1972 : Denis Gagné, professeur, École de criminologie, Université de Montréal
- 1970 : Ezzat Fattah, professeur, École de criminologie, Université de Montréal
- 1968 : Brian Grossman, professeur de droit, université McGill
- 1966 : Richard Michaud, directeur de l'Institut Louis-Philippe Pinel de Montréal
- 1964 : Thérèse Limoges, professeure, Université de Montréal
- 1962 : Marie-Andrée Bertrand, professeure, École de criminologie, Université de Montréal

Source : Société de criminologie du Québec, Liste des récipiendaires depuis 1962.